# Dexfenfluramina
Dexfenfluramina (nome comercial: Redux) é um fármaco anorexígeno serotoninérgico usado para redução de apetite, provocada pelo aumento na quantidade de serotonina extracelular no cérebro. É o enantiômero S- da fenfluramina e é estruturalmente semelhante à anfetamina, mas não possui efeitos estimulantes sobre o cérebro.
Nos Estados Unidos, a dexfenfluramina foi aprovada pela Food and Drug Administration (FDA) para tratamento de perda de peso na década de 1990. No entanto, após preocupações sobre os efeitos colaterais cardiovasculares da droga, a FDA retirou a aprovação em 1997.
A droga foi desenvolvida pela Interneuron Pharmaceuticals, empresa focada em descobertas de cientistas do Instituto de Tecnologia de Massachusetts (MIT) para fins comerciais.